# Instrumentalis
 Denne artikel bør gennemlæses af en person med fagkendskab for at sikre den faglige korrekthed.

Instrumentalis er en kasus, som man på nogle sprog bruger til at udtrykke, med hvad man gør noget (f.eks. "jeg slog ham med kæppen"). Instrumentalis er en af de otte oprindelige indoeuropæiske kasus. De slaviske sprog samt visse andre har stadig instrumentalis som selvstændig kasus. På dansk, som ikke er et kasussprog, udtrykkes instrumentalis derimod ved forholdsord, oftest med eller ved (hjælp af).
På latin bruger man ablativ, kaldet instrumentel ablativ eller midlets ablativ i stedet for instrumentalis, idet den oprindelige kasus instrumentalis fra indoeuropæisk har haft sammenfaldende former med den latinske ablativ, der oprindeligt var en kasus, der kun betegnede fjernelse fra et sted, således også på indoeuropæisk. Det er grammatikerne, der er ansvarlige for valget af beskrivelsessystemer. Man kunne lige så vel have valgt at bibeholde 'instrumentalis' som en selvstændig kasus trods formsammenfald med andre kasusformer. Værre står det til med den oprindelige kasus i indoeuropæisk, lokativ, der på latin er blevet videreført som lokativisk genitiv og lokativisk ablativ, alt efter hvilke former der forelå. Grammatikere har valgt at afskrive to indoeuropæiske kasus i deres beskrivelse af latin. Derfor har latin 6 kasus (nominativ, vokativ, akkusativ, genitiv, dativ, ablativ) og ikke 8 som i indoeuropæisk. 

## Polsk
Kasus bruges på polsk i flere forbindelser: navneord, tillægsord og stedord bøjes i kasus. Her drejer det sig hovedsageligt om brug af instrumentalis for navneords vedkommende.
- Når der er tale om at bruge et værktøj, et transportmiddel eller en rute, skal dette stå i instrumentalis. Et værktøj forstås i meget vid betydning, f.eks. er vand, som man vasker hænder med, at forstå som værktøj. Der er ikke brug af forholdsord i denne polske forbindelse. Denne kasus bliver også kaldt forholdsordskasus, nok fordi polske vendinger uden forholdsord, hvor den tilsvarende danske vending er med forholdsord, står i instrumentalis.
- Det bruges efter visse forholdsord, når der er tale om blivende lokalisation, f.eks. efter z, za, przed, między, pod og nad.
- Det bruges efter visse udsagnsord, f.eks. interesować się, bawić się og nazywać.

Desuden under visse omstændigheder efter być (at være)
Efter być bruges instrumentalis, hvis omsagnsleddet er et substantiv, og hvis det polske ord to ikke indgår i sætningen.
Eksempel på tre spørgsmål på polsk, som har identisk indhold (ingen betydningsforskel, ingen forskel i socialklassebrug). Svarene skal have forskellig kasus.
1.	Co to jest Krakòw? Krakòw to jest miasto.
(Hvad er Krakòw? Krakòw er en by)
2.	Jaki jest Kraków? Krakòw jest piękny.
(Hvordan er Krakòw? Krakòw er smuk)
3.	Czym jest Krakòw? Krakòw jest pięknem miastem.
(Hvad er Krakòw? Krakòw er en smuk by)
- Det bruges efter visse adjektiver f.eks. otoczony (omgivet af) og napełniony (fuld af). Her er der igen forholdsord i den danske brug af ordet, men ikke i den polske.
- Det bruges om tid, der varer ved, f.eks. ”om foråret…” wiosną…. Her er der igen forholdsord i den danske brug af ordet, men ikke i den polske.
- Bruges om nationalitet, når denne er et substantiv efter być og to ikke indgår i svaret. (Man kan svare med nationalitet som adjektiv, når det er kort svar (et ord) på spørgsmålet ”nationalitet?” i hotelreception eller lignende.)
- Bruges om profession og beskæftigelse, dvs også student og pensionist. Samme regler som efter być. Hvis beskæftigelsen er et adjektiv som bezrobotny/arbejdsløs er der blot kongruens som ovenfor.
- Udsagnet Nina to nauczycielka er fremhævende  i forhold til Nina jest nauczycielką, et forhold, vi på dansk udtrykker med betoning. Det samme gælder ja to nauczycielka i forhold til ja jestem nauczycielką, hvor det første udsagn er pralende.
- Det bruges i spørgeskemaer, hvor man skal prioritere forskellige begreber/navneord, men ikke adjektiver.[bør uddybes]

## Andre sprog
Tekst mangler, hjælp os med at skrive teksten
| Sprog | Spire Denne artikel om sprog er en spire som bør udbygges. Du er velkommen til at hjælpe Wikipedia ved at udvide den. |